# Bennett-Insel
Die Bennett-Insel (russisch Остров Беннетта, jakutisch Беннетт арыыта) ist die größte der De-Long-Inseln im zu Russland gehörenden arktischen Archipel der Neusibirischen Inseln. Sie liegt im nördlichen Teil der Ostsibirischen See.

## Geographie
Die Bennett-Insel ist zwischen Kap Emma im Südwesten und Kap Emmeline im Nordosten 29 km lang und zwischen Kap Hope im Nordwesten und Kapp Sofia im Südosten 14 km breit. Sie besitzt eine Fläche von 150 km². Die höchste Erhebung ist mit 426 m der De-Long-Berg im Südwesten der Insel. Die Bennett-Insel ist von allen De-Long-Inseln die am stärksten vergletscherte. Sie wird von vier separaten Eiskappen bedeckt, von denen die zentral gelegene Toll-Eiskappe mit einer Fläche von 54,2 km² und einer maximalen Höhe von 384 m die größte ist. Sie besitzt mehrere Auslassgletscher, von denen der Seeberg-Gletscher im Süden direkt ins Meer kalbt. Kleiner sind die westliche und die östliche De-Long-Eiskappe im Südwesten und die Kleine Eiskappe im Nordosten der Insel. Zusammen bedecken die Gletscher mit einer Fläche von 72 km² fast die Hälfte der Insel.

## Geschichte

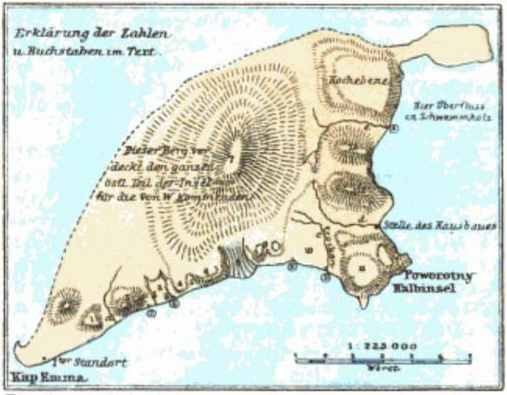
Karte der Bennett-Insel
(Seeberg 1902)

Entdeckt wurde die Insel am 11. Juli 1881 vom US-amerikanischen Polarforscher George W. DeLong, der sie am 28. Juli betrat und nach dem Finanzier seiner Expedition, James Gordon Bennett Jr., benannte. Im Sommer 1902 arbeitete hier eine russische Expedition unter Leitung von Eduard von Toll. Toll, der Astronom Friedrich Seeberg und ihre jakutischen Jäger Nikolai Djakanow und Wassili Gorochow sind seitdem verschollen. Eine von Alexander Koltschak geleitete Rettungsexpedition fand lediglich ihre Tagebücher und wissenschaftlichen Sammlungen.
Obwohl die Bennett-Insel seit Beginn des 20. Jahrhunderts von Russland kontrolliert wird, wurden seit ihrer Entdeckung auch US-amerikanische Ansprüche darauf erhoben. In der 1990 zwischen der Sowjetunion und den USA geschlossenen Vereinbarung über die Seegrenze zwischen Alaska und Sibirien werden die De-Long-Inseln als russisch anerkannt. Nach Aussage des Außenministeriums der Vereinigten Staaten haben die USA zu keinem Zeitpunkt einen Anspruch auf die De-Long-Inseln erhoben.